# Ильдуин (епископ Асти)
Ильдуин (также Ильдоин или Альдуин; лат. Ilduin; умер, вероятно, в 880) — епископ Асти (между 864 и 876—880).

## Биография
О происхождении Ильдуина сведений не сохранилось. Первое свидетельство о нём как главе Астийской епархии в современных ему документах относится к 876 году. Его предшественником на епископской кафедре был Эгидольф, в последний раз упоминающийся в 864 году.
В феврале 876 года Ильдуин участвовал в состоявшейся в Павии ассамблее светской и церковной знати, на которой монарх Западно-Франкского королевства Карл II Лысый был утверждён правителем Итальянского королевства. В том же году епископ Асти участвовал на синоде в Милане. В актах этого собрания его подпись стоит восьмой среди суффраганов архиепископа Ансперта. В ноябре 877 года Ильдуин присутствовал на церковном соборе в Равенне.
Ко времени епископа Ильдуина относятся первые достоверные данные о существовании в Асти культа Секунда, святого покровителя города.
Последнее упоминание о Ильдуине датировано 1 августа 880 года, когда его поверенный Гразеверт в присутствии виконта Асти Батерика засвидетельствовал дарственную хартию некоего Гизельберта церкви Святого Секунда.
Вероятно, вскоре после этого Ильдуин умер, и его преемником в епархии стал Иосиф.